# Calle de la Escalinata
La calle de la Escalinata es una vía pública de la ciudad española de Madrid, situada en el barrio de Palacio, distrito Centro, y que une la calle del Mesón de Paños con la plaza de Isabel II.

## Historia

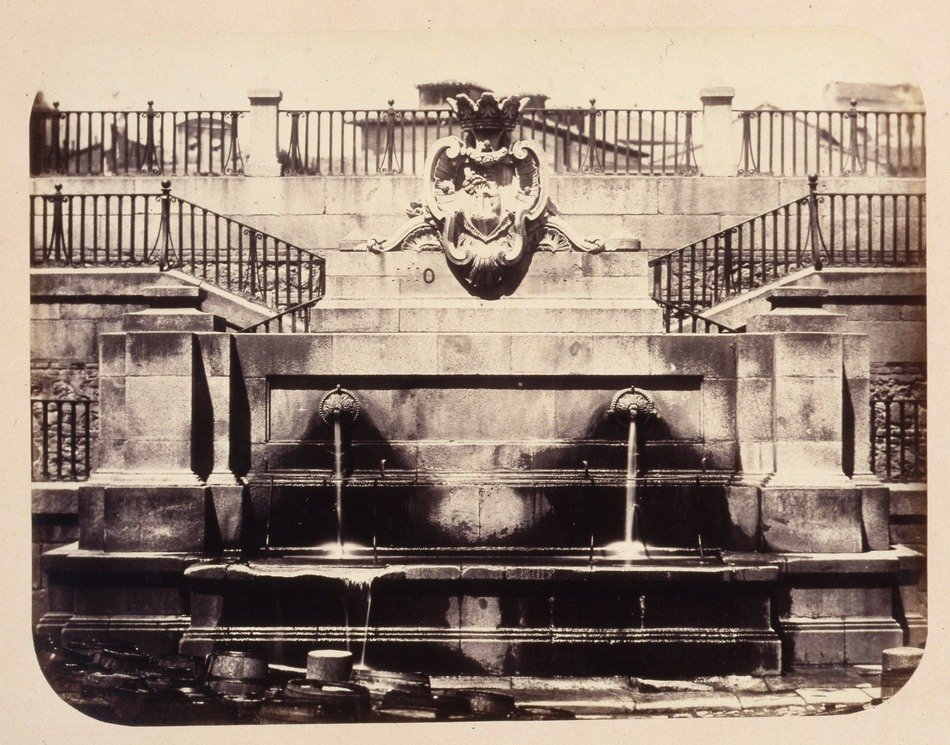
Fotografía de Alfonso Begué de la fuente que existía en la calle, segunda mitad del siglo.

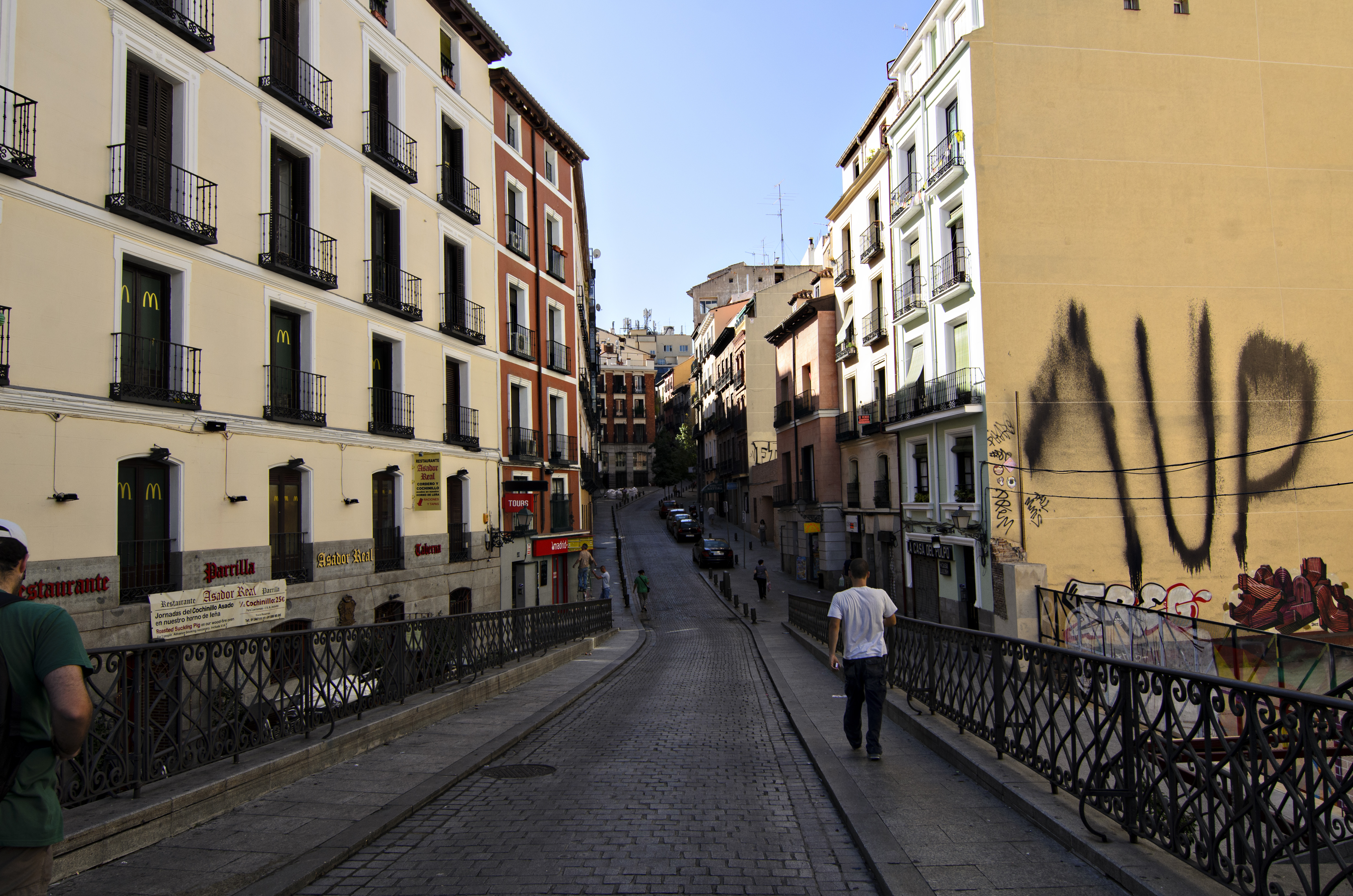
Calle de la Escalinata en 2014.

Comienza en la calle del Mesón de Paños y, discurriendo en dirección sur-norte, termina en la plaza de Isabel II; frente al Teatro Real. 
Antiguamente se llamó «calle de Tintoreros», apareciendo como tal en el plano de Texeira de 1656, y, más tarde, «calle de los Tintes», denominación con la que figura en el plano de Antonio Espinosa de los Monteros de 1769. El nombre actual de «la Escalinata» proviene de una escalerilla construida en el siglo XIX al terraplenar la calle del Arenal. En la vía existía una fuente, que pertenecía al Viaje de la Reina. Esta se habría instalado en los tiempos en que era corregidor de Madrid el marqués de Santa Cruz, según Antonio de Capmany.